# 489 v.Chr.

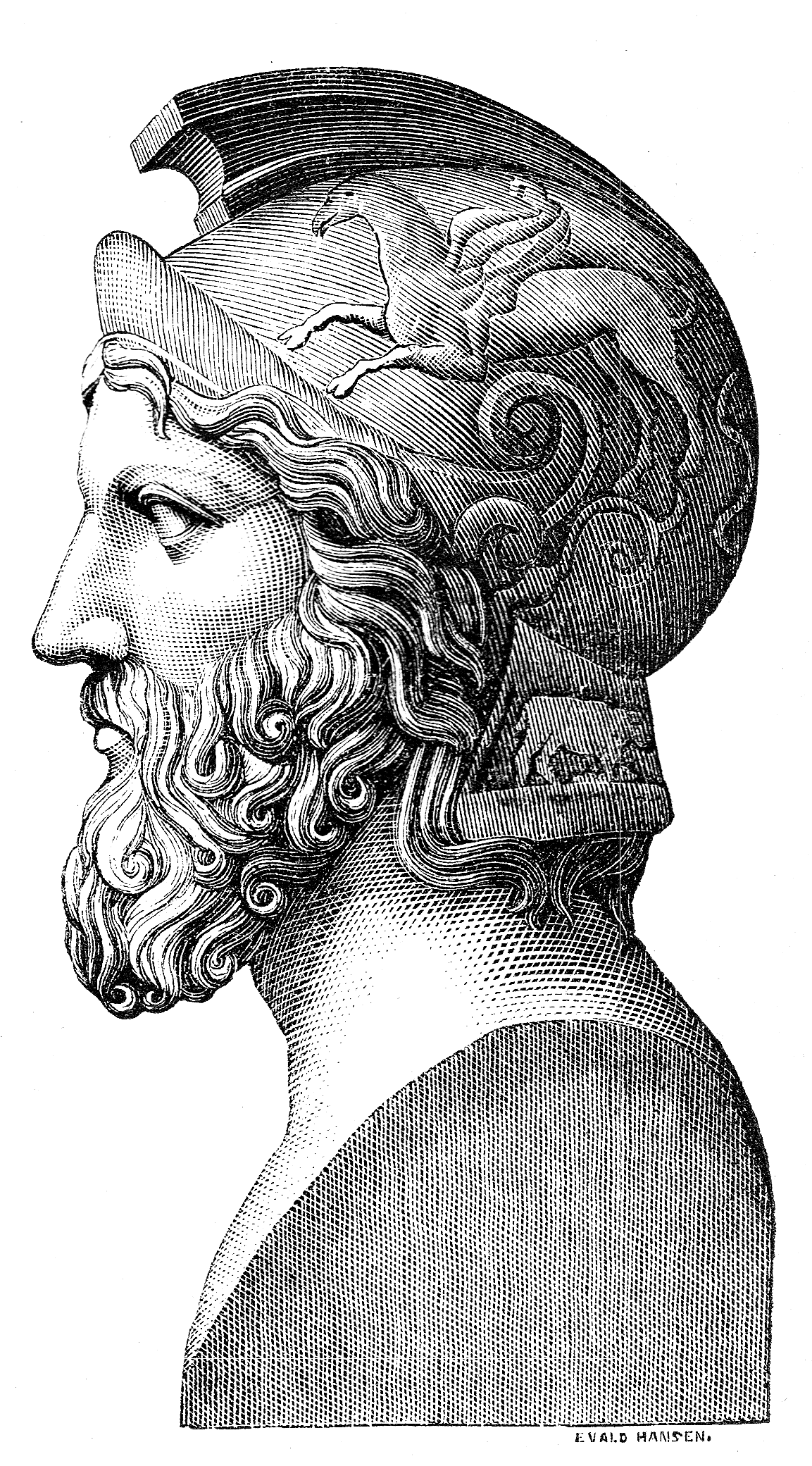
Miltiades ("de Jongere")

Het jaar 489 v.Chr. is een jaartal volgens de christelijke jaartelling.

## Gebeurtenissen

### Griekenland
- Miltiades ("de Jongere") leidt een mislukte strafexpeditie naar Paros in de Egeïsche Zee en wordt tijdens de belegering ernstig gewond. Bij zijn terugkeer in Athene krijgt hij de schuld voor het falen van de onderneming en wordt veroordeeld tot een ruïneuze geldboete. Kort daarop overlijdt Miltiades in armoedige omstandigheden.
- Aristides ("de Rechtvaardige") wordt benoemd tot archont van Athene.

## Overleden
- Miltiades (~554 v.Chr. - ~489 v.Chr.), Atheens veldheer en staatsman (65)